# Aphelolpium longidigitatum
Espèce
Synonymes
- Olpium longidigitatum Ellingsen, 1910

Aphelolpium longidigitatum est une espèce de pseudoscorpions de la famille des Hesperolpiidae.

## Distribution
Cette espèce se rencontre aux îles Vierges des États-Unis, à Porto Rico, aux îles Caïmans, au Venezuela et aux îles Galápagos en Équateur.

## Description
L'holotype mesure 1,74 mm.

## Systématique et taxinomie
Cette espèce a été décrite sous le protonyme Olpium longidigitatum par Ellingsen en 1910. Elle est placée dans le genre Apolpium par Beier en 1932 puis dans le genre Aphelolpium par Muchmore en 1993.

## Publication originale
- Ellingsen, 1910 : Die Pseudoskorpione des Berliner Museums. Mitteilung aus dem Zoologischen Museum in Berlin, vol. 4, p. 357-423 (texte intégral).